# 防砂
| ウィキペディアには「防砂」という見出しの百科事典記事はありません（タイトルに「防砂」を含むページの一覧/「防砂」で始まるページの一覧）。 代わりにウィクショナリーのページ「防砂」が役に立つかもしれません。 |